# Cangas de Onís
Pour les articles homonymes, voir Cangas.
Cangas de Onís (Cangues d'Onís en asturien) est une commune (concejo aux Asturies) située dans la communauté autonome des Asturies en Espagne. C'est également le nom d'une des paroisses qui forment la commune.

## La commune de Cangas de Onis
Elle fait partie de la comarque d'Oriente, dont le chef-lieu est Llanes.
Elle est limitrophe des communes de Parres et Ribadesella au nord, d'Onís et Llanes à l'est, d'Amieva et Parres à l'ouest et de la province de León au sud.
Elle comprend 11 paroisses civiles dont Cangas de Onis : Abamia, Con, Covadonga, Grazanes, La Riera, Labra, Margolles, Triongo, Villanueva, Zardón.
Cangas de Onís est située au confluent des rivières Sella et Güeña, cette dernière étant un affluent de la première. 

### La paroisse de Cangas de Onis
Point culminant : la Torre de Santa María 2 478 m.
Elle fut la capitale du royaume des Asturies jusqu'en 774, sous le règne de Pélage le Conquérant.

### La paroisse de Covadonga
Depuis la bataille de Covadonga, la sainte patronne  des Asturies est la Vierge de Covadonga, représentée par une statue qui se trouve dans une grotte du sanctuaire. Détruite dans un incendie, la statue initiale a été remplacée par une autre du XVIe siècle donnée par la cathédrale d'Oviedo en 1778. Sa fête se célèbre le 8 septembre.

## Démographie
| 1950   | 1960   | 1970  | 1991  | 2001  | 2005  | 2021  |
| ------ | ------ | ----- | ----- | ----- | ----- | ----- |
| 11 307 | 10 070 | 7 065 | 6 404 | 6 068 | 6 574 | 6 213 |

## Monuments et lieux d'intérêts
El palacio de Cortés.
Palais Renaissance du XVIe siècle, à côté du marché de ville. Il est de plan rectangulaire à deux étages, avec une mansarde, et une tour adossée. 
L'hôpital de Pèlerins.
En limite du Palacio de Cortes, il possède une porte en arc de cercle, ornementé d’un bourdon qui vient de l'ancien hôpital de Pèlerins de Cangas de Onís, fondé 1676. 
L'hôtel de ville.
De style classique, il a été construit fin du XIXe siècle. Il est composé d’un corps central, articulé par des pilastres et encadré par deux ailes. 
L'église paroissiale de la Asunción.
Située près de la maison natale de Vázquez de Mella et de l'ancienne Mairie, c’est un grand bâtiment à trois nefs avec un transept. Sur la croisée du transept une tour à trois niveaux de plan pyramidal.
Elle a été construite en 1963, grâce à un riche Sud-américain dont la famille était originaire de la région.
La statue de Pélage.

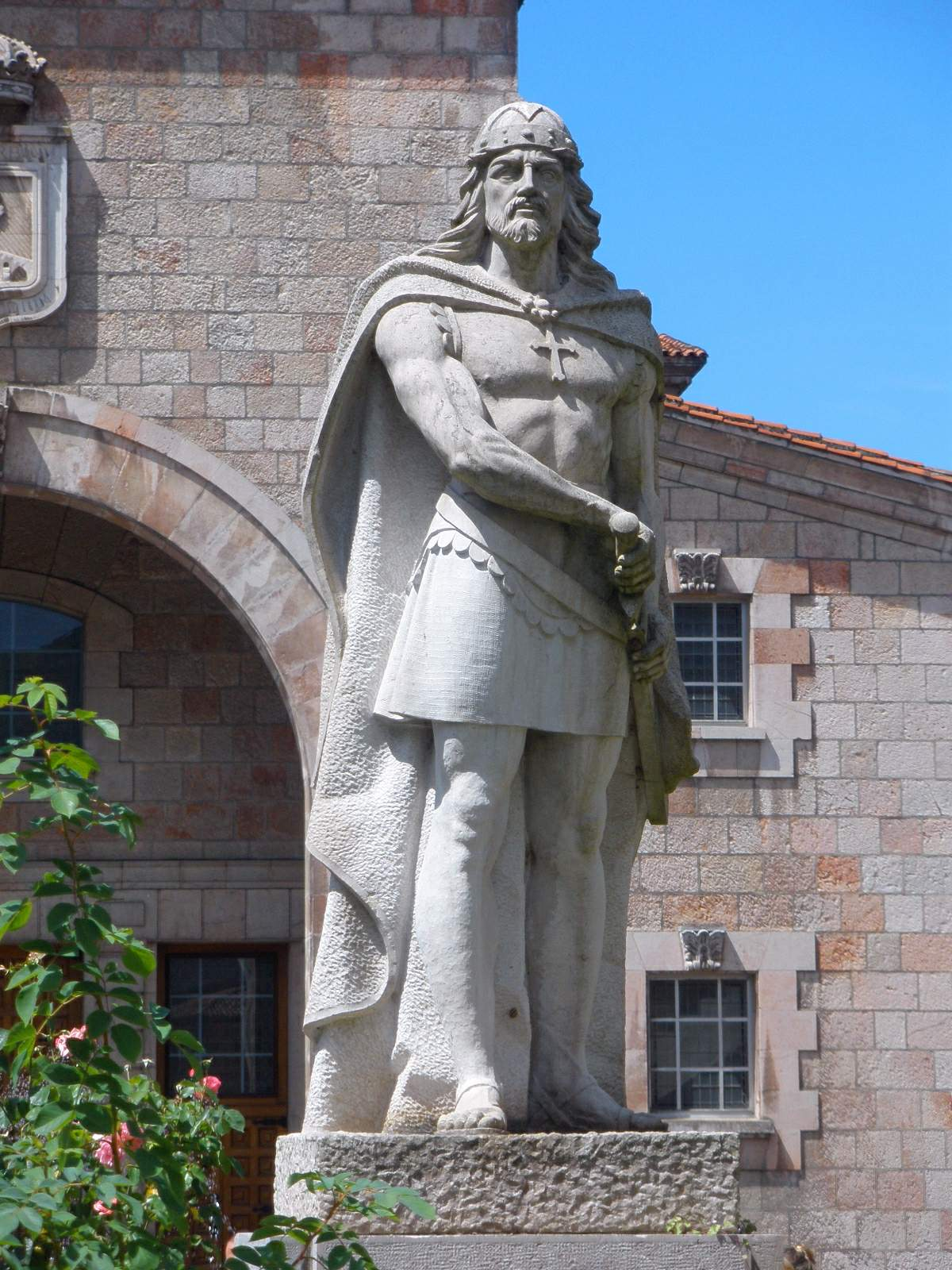
Statue de Pélage.

Devant l'église dans les jardins se trouve la statue de Pélage le Conquérant de Félix Alonso Arena (es). 
L’église Santa María.
Ancienne église paroissiale désaffectée depuis 1963, date de l’inauguration de la nouvelle église de Cangas. 
Elle conserve un chevet gothique du XVe siècle, avec une nef et une abside carrée. Les décorations intérieures datent du XVIe siècle. Elle possède un atrium, avec un porche d'ordre toscan du XIXe siècle. La chapelle est dédiée à San Antonio.
L’ermitage de Santa Cruz.
Il a une valeur historique importante par l'ancienneté de sa fondation, sur un dolmen, vers l’an 437. Reconstruit par le roi Favila en 737 pour garder la Croix de la Victoire, on suppose qu'il lui a servi de tombe. 

La dernière réédification est postérieure à la guerre civile, en laissant à découvert le dolmen, dont sont extraits les blocs latéraux.
Le pont romain ou le Puentón.
Bien que du début du Moyen Âge, il a probablement pour origine un pont romain, restauré à la fin du Moyen Âge. Il a été à nouveau restauré à la fin des années quatre-vingt.
À proximité
- Plus de 7 000 hectares du concejo font partie du Parc national des Pics d'Europe. Dans le parc on trouve l'ensemble monumental de Covadonga, où eut lieu en 722 la bataille de Covadonga, considérée comme le début de la Reconquista.

- À 12 kilomètres de Covadonga on trouve les lacs d'Enol et d'Ercina, d'une grande importance pour le cyclisme. les lacs de Covadonga
- La grotte d'El Buxu, site préhistorique.

## Divers
- Arrivée du Tour d'Espagne 2003 :  Luis Perez

## Galerie

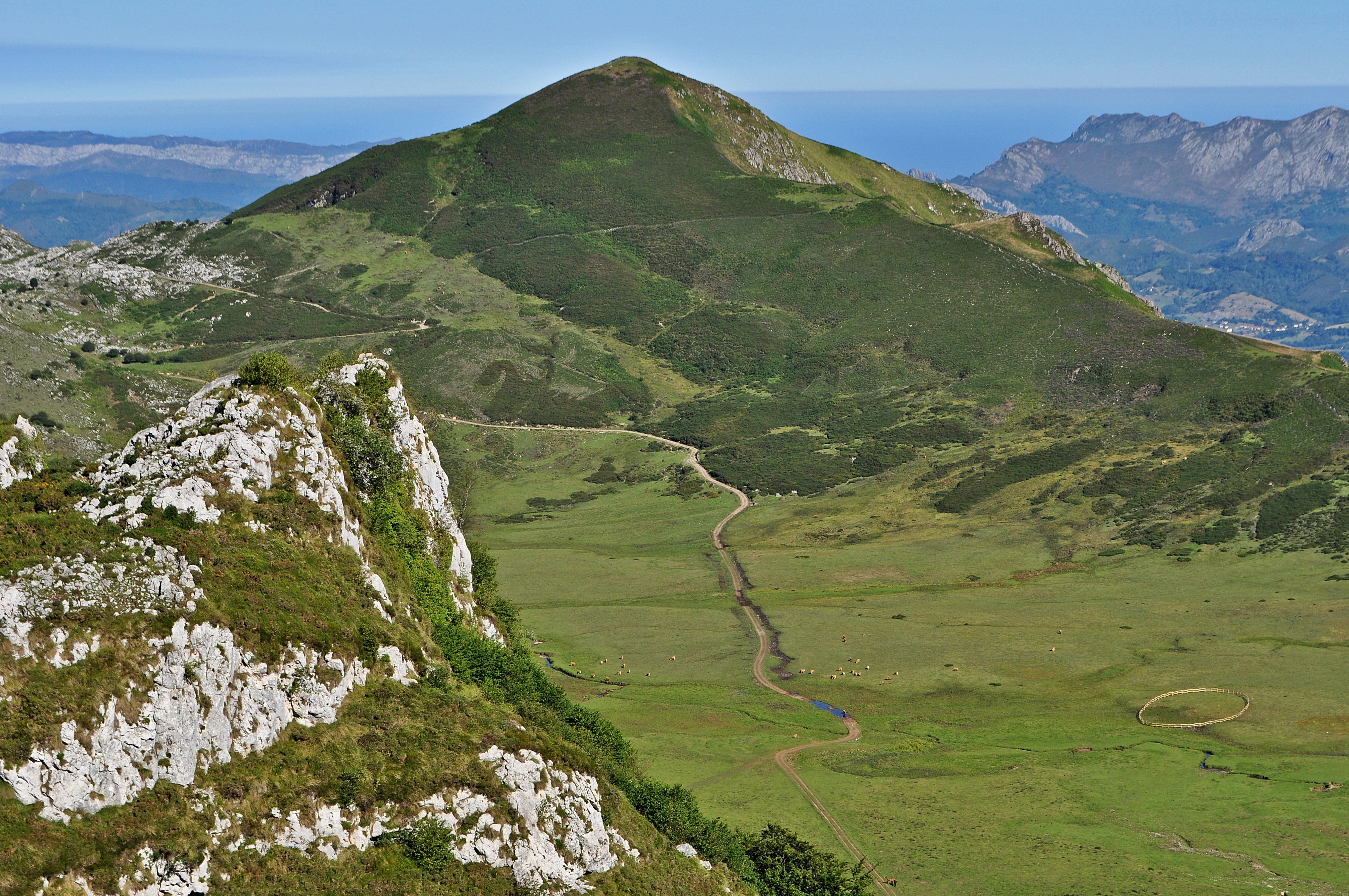
Panorama depuis le belvédère del Príncipe.
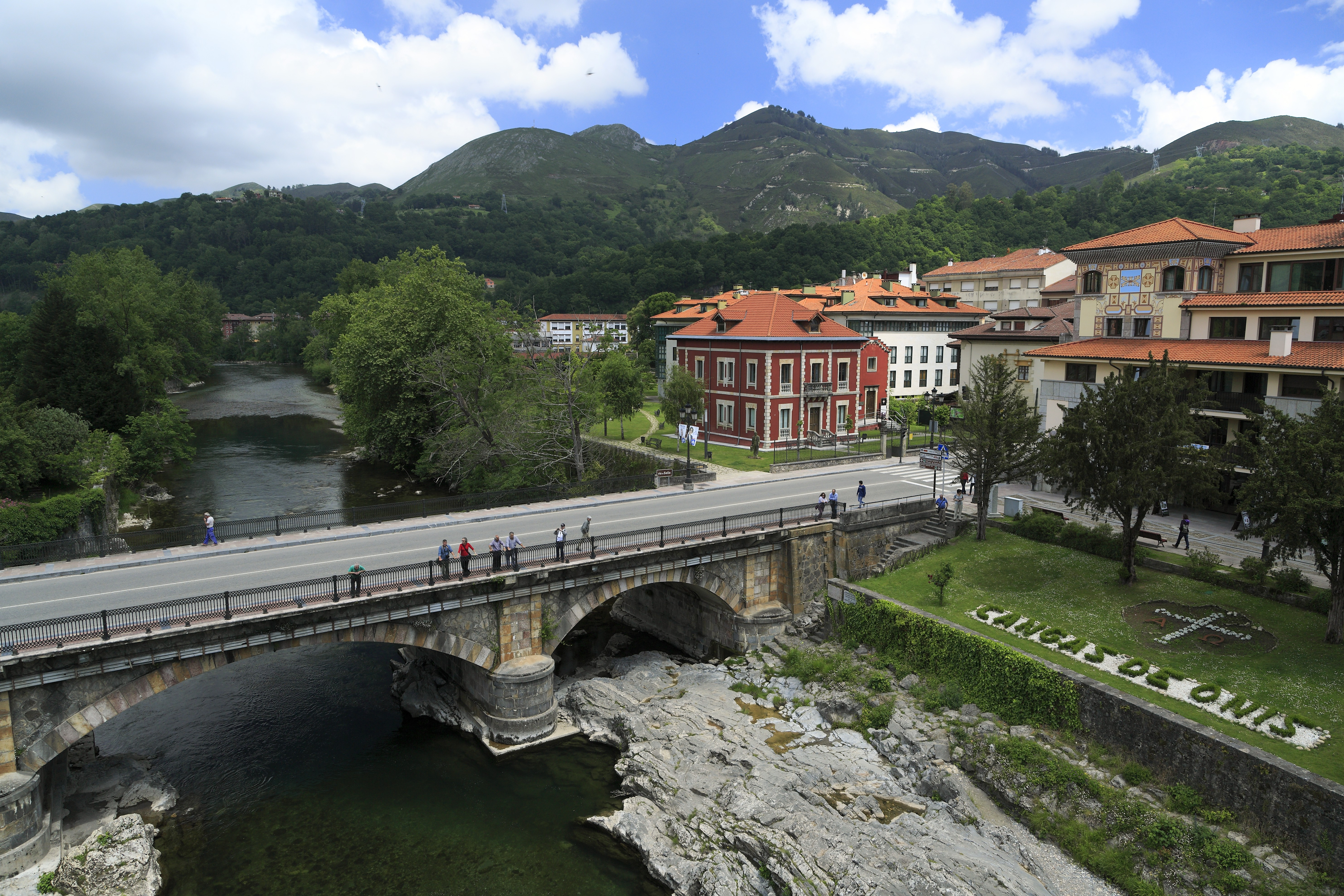
La rivière Sella à Cangas de Onís.
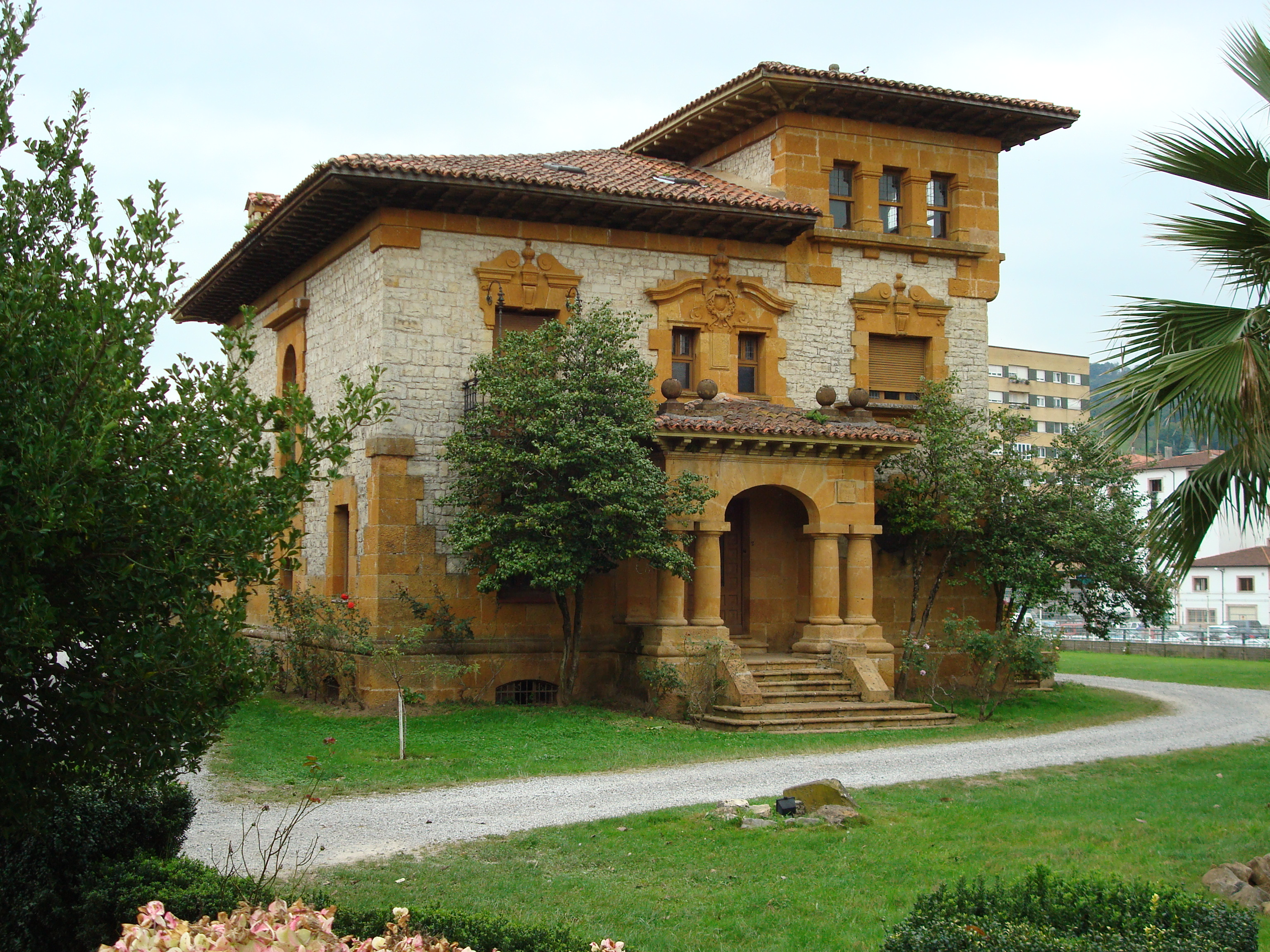
La villa Maria.
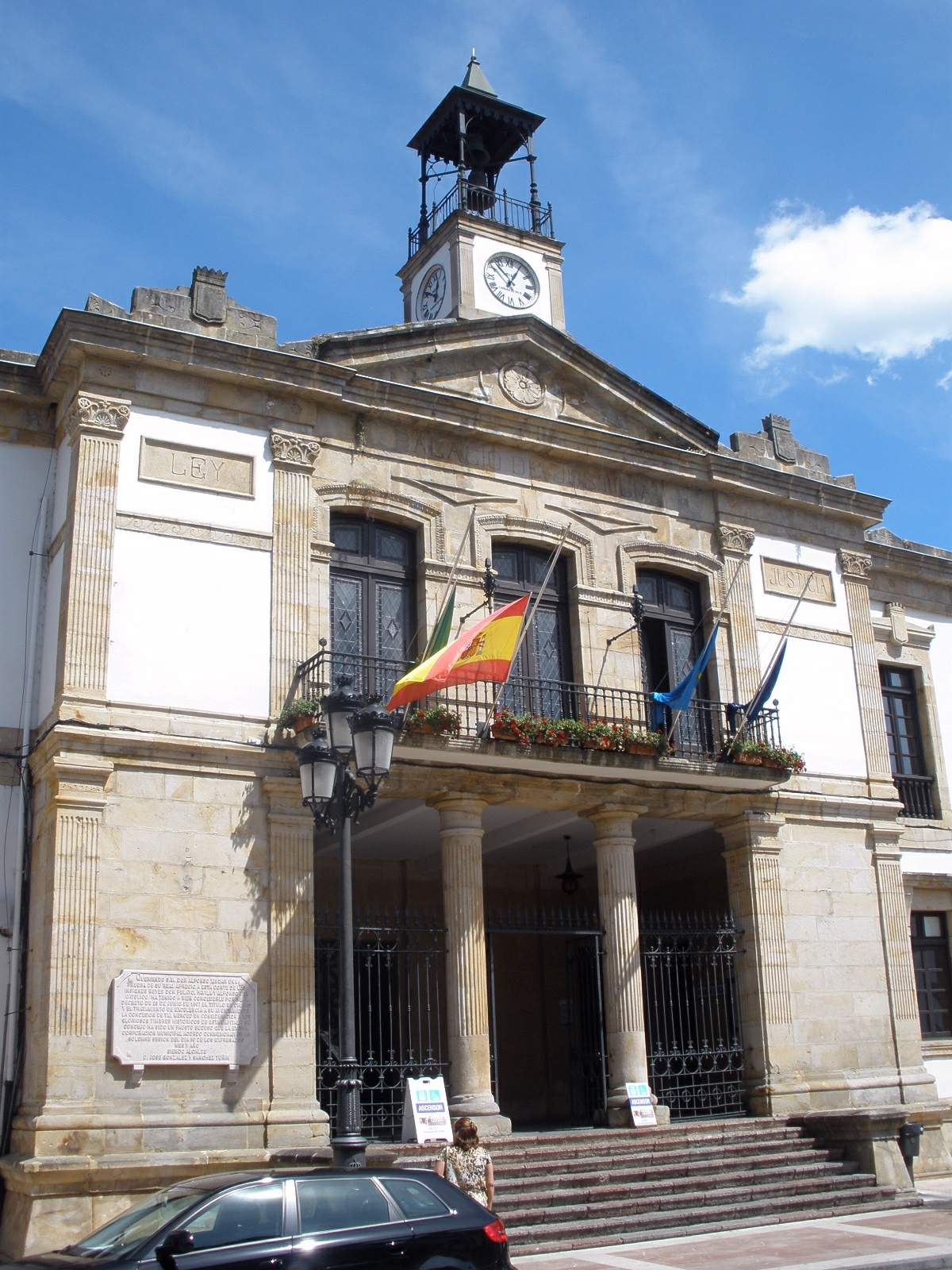
La mairie.
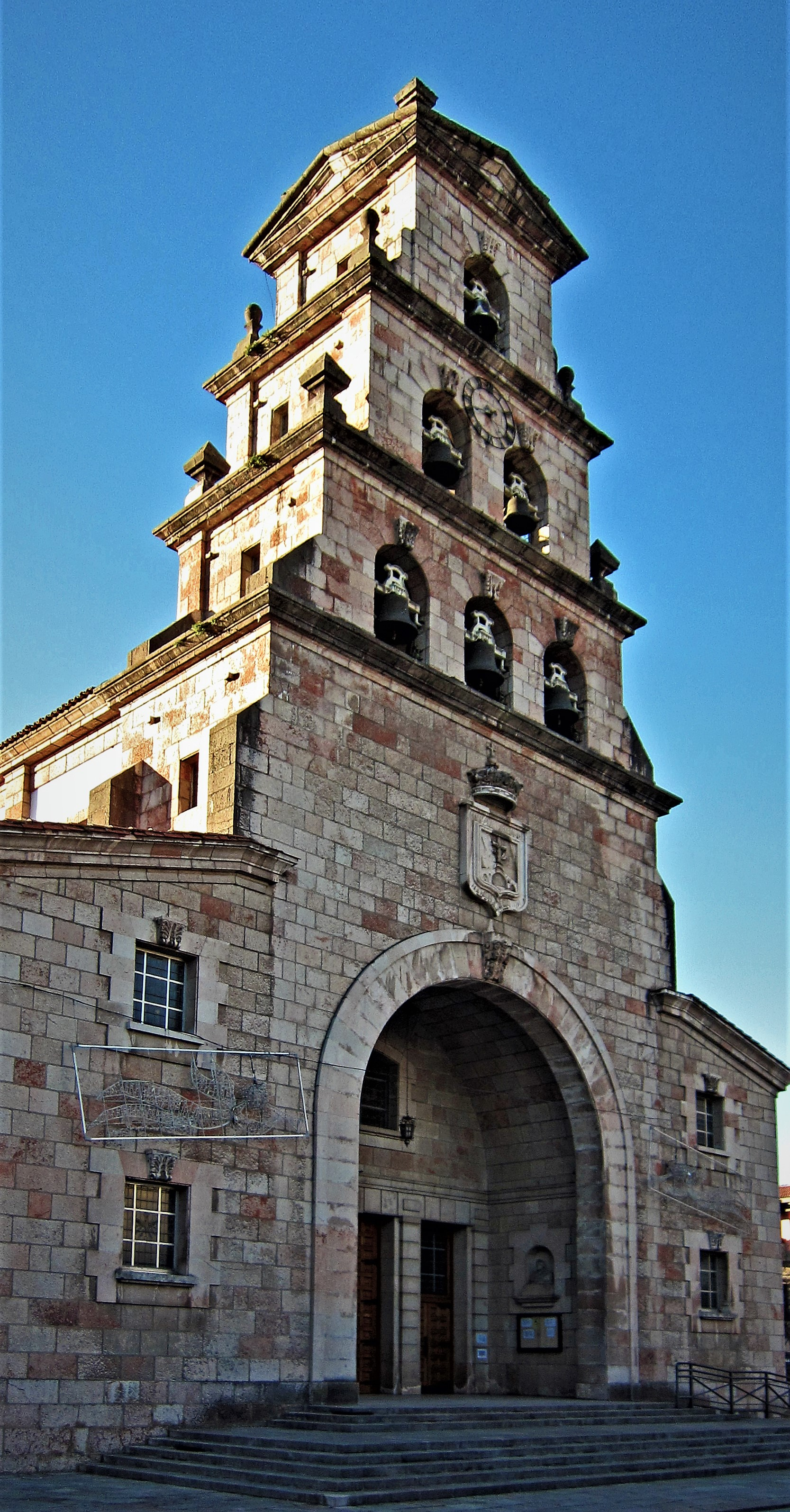
L'église de Nuestra Señora de la Asunción.
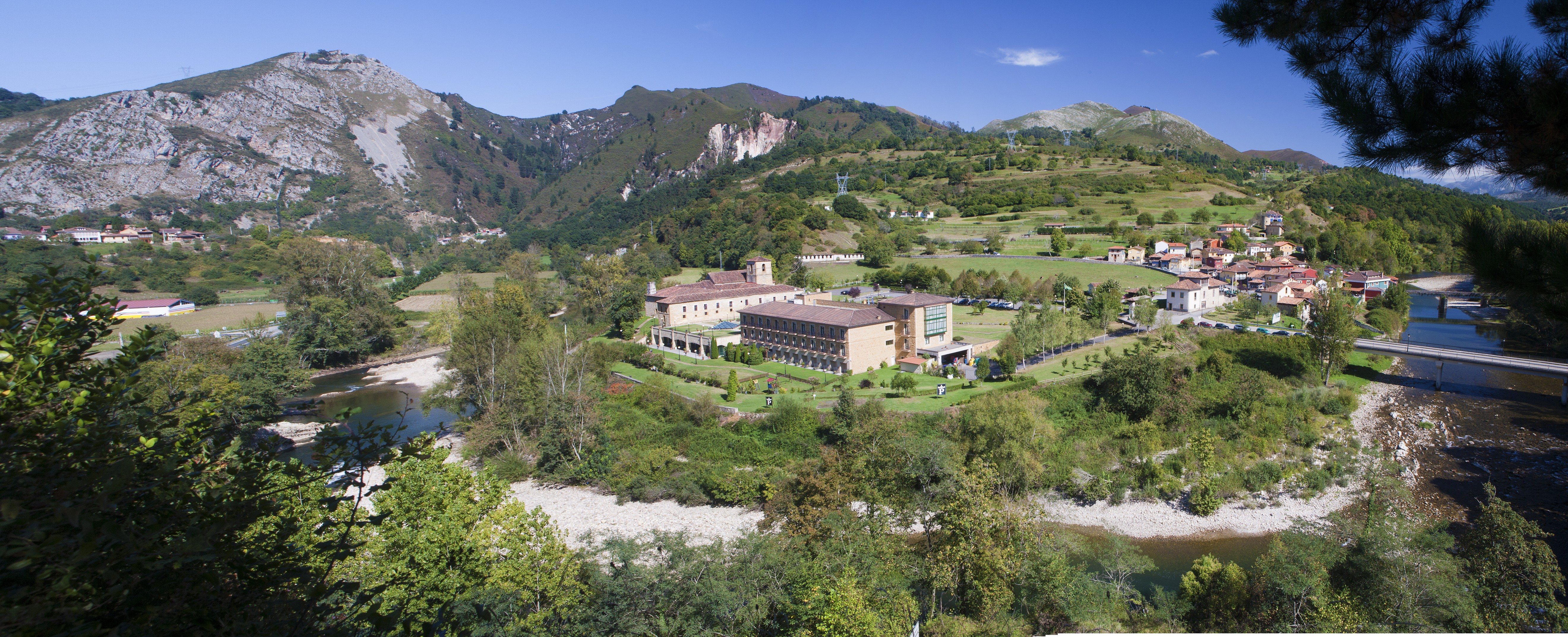
Le monastère de San Pedro de Villanueva.